# Agatha Amata
Agatha Amata (* 4. November 1969) ist eine nigerianische Medienunternehmerin, Fernsehmoderatorin und Talkshow-Moderatorin. Seit 1997 moderiert sie die Talkshow Inside Out with Agatha, welche als die am längsten regelmäßig ausgestrahlte Talkshow Nigerias gilt.

## Leben
Amata stammt aus bescheidenen Verhältnissen. Ihr Vater verstarb früh und ihre Mutter hat sie und ihre sechs Geschwister zuhause unterrichtet. Agatha Amata absolvierte ein Studium der Naturwissenschaft (Botanik) an der Universität von Jos.
Sie hat zwei Kinder mit dem nigerianischen Schauspieler und Regisseur Fred Amata, von dem sie geschieden ist.

## Karriere
Die ersten Sendungen von Inside Out wurden 1997 noch im Auditorium der juristischen Fakultät der Universität von Lagos gedreht. Die Sendung beschäftigt sich vor allem mit gesellschaftlichen Themen in Nigeria, wie zum Beispiel Bildung, Gesundheit, Medien, Sport, Wirtschaft oder Technologie. Die Show wird wöchentlich auf 16 Sendern in 28 Bundesstaaten Nigerias ausgestrahlt. Die durchschnittliche Zuschauerzahl wird auf 35 Millionen geschätzt. Die Sendung wurde für mehrere Auszeichnungen nominiert und konnte einige davon gewinnen. Wegen des Erfolgs ihrer Show wird Amata gern als Oprah Winfrey von Nigeria bezeichnet.
Amata ist zudem Gründerin des Unternehmens Inside-Out Media Limited, welches die Talkshow produziert und dessen Wert auf 300 Millionen nigerianische Naira geschätzt wird. Inside-Out Media Limited gilt als Medienberatung und Produktionsfirma, die verantwortlich für Rave TV (eine interaktive TV-Plattform) und einen nigerianischen Radiosender (TREND FM 100.9) ist.
Amata ist Gründerin der nigerianischen Nichtregierungsorganisation „Foundation for Effective Socio-Economic Change in Africa“ (FESECA), einer Initiative zur Stärkung und Unterstützung von unterprivilegierten Gesellschaftsgruppen.